# Verano de Escándalo (2017)
Verano de Escándalo 2017 fue la decimoctava edición del Verano de Escándalo, un evento de pago por visión de lucha libre profesional producido por Lucha Libre AAA Worldwide. Tuvo lugar el 4 de junio de 2017 desde el Gimnasio Josué Neri Santos en Ciudad Juárez, Chihuahua.

## Resultados
- Dark match: VIP derrotó a Magnifico.
- Máscara de Bronce derrotó a Hernández.
  - Originalmente Johnny Mundo iba defender su Megacampeonato de AAA, pero debido su ausencia, fue reemplazado por Hernández.
- Los OGTs (Averno, Chessman y Super Fly) derrotaron a La Parka, Ricky Marvin y Lanzelot.
- Dark Cuervo & Dark Escoria derrotaron a Pagano & El Mesías (c), Aero Star & Drago & Bengala & Australian Suicide y ganaron el Campeonato Mundial en Parejas de AAA.
  - Después de la lucha, El Mesías ataca a Pagano.
- Pimpinela Escarlata derrotó a Mamba en una Lucha de Cabellera vs. Cabellera.
  - Como consecuencia, Mamba fue rapado.
- El Hijo del Fantasma y El Texano Jr. derrotaron a Kevin Kross en un Steel Cage Match.
  - Texano y Fantasma ganaron la lucha después de salir por encima de la jaula.
  - El resultado entre Texano y el Fantasma fue declarado empate.
  - Durante la lucha, Hernandez intervino a favor de Kross.
- Psycho Clown y Dr. Wagner Jr. derrotaron a El Nuevo Poder del Norte (Carta Brava Jr. y Soul Rocker) (con Mocho Cota Jr.) y Totalmente Traidores (Monster Clown y Murder Clown) en una Lucha de Máscara vs. Máscara.
  - Wagner Jr. y Clown cubrieron a Brava Jr. y Rocker con un Backstabber.
  - Durante la lucha, Mocho Cota Jr. intervino a favor de Poder del Norte.
  - Como consecuencia, Carta Brava Jr. y Soul Rocker perdieron sus Máscaras.
  - La identidad de Carta Brava Jr. era esta: el luchador se llama "Sergio Marca" y su lugar de origen es Ciudad de México.
  - La identidad de Soul Rocker era esta: el luchador se llama "Ignacio Patiño" y su lugar de origen es Monterrey, Nuevo León.